# Roundtable with Komaki
『Roundtable with Komaki』（ラウンドテーブル ウィズ コマキ）は、2023年4月1日からFM802で放送されているラジオ番組。DJは土井コマキ。

## 概要
2023年4月期改編で始まった番組。音楽をはじめ、「聞きたい」「食べたい」「行きたい」「会いたい」「暮らしたい」といったものをプラスする番組。
基本的には生放送だが、土井が国内外での取材などで生放送に出演できない場合には録音放送となるか、他のDJが代演した上で生放送となることもある。

## 放送時間
- 毎週土曜日 21:00 - 23:00（2025年4月5日[5] - ）

### 過去の放送時間
- 毎週土曜日 22:00 - 翌0:00（2023年4月1日[1] - 2025年3月29日[6]）

## DJ
- 土井コマキ

代演
- 内田絢子（2025年6月28日[7][注 1]）

## 主なコーナー
コマキ手帖
土井が過去に担当してきたラジオ番組（『BEAT EXPO』→『EVENING TAP』）から引き継がれたコーナー。自分と社会、2つの「未来を耕す」をテーマとしているほか、2025年大阪・関西万博にも繋がるとされている話題も紹介する。
以前はぴあ提供であり、コーナー名は「コマキ手帖 supported by ぴあ」であった。
2023年5月よりポッドキャストでのアーカイブ配信を開始した。
Roundtable HOTLINE supported by ぴあ
ぴあ提供。アジアの音楽関係者から最新情報を紹介する。